# Sedlec, Mladá Boleslav
Sedlec là một làng thuộc huyện Mladá Boleslav, vùng Středočeský, Cộng hòa Séc.